# Leaving Home
Leaving Home är en hårdrocksballad med text av Jojo Borg Larsson, och musik av Nicke Borg, Fredrik Thomander och Anders ”Gary” Wikström som Nicke Borgs bidrag till Melodifestivalen 2011, där den medverkade i fjärde deltävlingen i Malmö den 26 februari 2011. Därifrån  direktkvalificerade den sig som andra låt till finalen i Globen den 12 mars samma år.
I finalen gick den ut som låt nummer 6, och skrapade ihop 57 poäng och placerade sig på åttonde plats. Svenska folket gav låten 7,8% av rösterna vilket motsvarade 37 poäng. Av de utländska jurygrupperna gav San Marino låten 10 poäng och den tyska jurygruppen gav den 8 poäng. Malta och Norge gav låten en poäng vardera.
Låten testades på Svensktoppen, och tog sig in den 24 april 2011. men hade åkt ur redan veckan därpå.

## Listplaceringar
| Lista (2011) | Topplacering |
| ------------ | ------------ |
| Sverige      | 9            |

### Fotnoter
1. ↑  ”Svensktoppen”. 24 april 2011. http://sverigesradio.se/sida/topplista.aspx?programid=2023&date=2011-04-17. Läst 22 maj 2011.
2. ↑  ”Svensktoppen”. 1 maj 2011. http://sverigesradio.se/sida/topplista.aspx?programid=2023&date=2011-05-01. Läst 22 maj 2011.
3. ↑  Listplacering